# Frankfurter Allgemeine Zeitung
Frankfurter Allgemeine Zeitung (FAZ) visokokvalitetne su njemačke dnevne novine. Tiskaju se svakodnevno u Frankfurtu na Majni.

## Povijest
Prvo izdanje Frankfurter Allgemeine Zeitunga je objavljeno 1. studenoga 1949. godine.

## Zanimljivosti
Do 2007. godine na naslovnoj stranici tiskanog izdanja tradicionalno se nisu objavljivale fotografije. Tri iznimke u povijesti čine fotografija francuskog političara i književnika Léona Bluma 31. ožujka1950. godine, fotografija Reichstaga u Berlinu na Dan ponovnog ujedinjenja Njemačke 4. listopada 1990. godine, kao i fotografija ruševina World Trade Centra nakon terorističkih napada 11. rujna 2001. godine.

## Vanjske poveznice
- Frankfurter Allgemeine Zeitung Online